# Пшеничникова, Раиса Ивановна
Пшеничникова, Раиса Ивановна — депутат Народного Хурала Республики Бурятия, ректор Восточно-Сибирской государственной академии культуры и искусств (1995-2015), кандидат педагогических наук, профессор, член-корреспондент Академии наук высшей школы, заслуженный работник народного образования Республики Бурятия, заслуженный работник культуры РФ.

## Биография
Пшеничникова, Раиса Ивановна родилась 17 мая 1945 г. в г. Улан-Баторе (МНР).
В 1965—1970 гг. — библиотекарь, старший библиотекарь Детской республиканской библиотеки.
В 1970 г. окончила Восточно-Сибирский государственный институт культуры по специальности "библиотековедение-библиографоведение".
В 1970—1973 гг. — преподаватель Восточно-Сибирского государственного института культуры на кафедре детской литературы.
В 1976 г. окончила аспирантуру Ленинградского государственного института культуры им. Н. К. Крупской, успешно защитив в 1978 году кандидатскую диссертацию по теме:   «Дифференцированное руководство чтением подростков в библиотеке».
В 1976—1995 гг. — старший преподаватель, декан факультета, проректор Восточно-Сибирского государственного института культуры
В 1995—2015 гг. Пшеничникова трудилась ректором Восточно-Сибирской государственной академии культуры и искусств.

## Награды
- медаль ордена «За заслуги перед Отечеством» II степени
- орден Дружбы
- медаль «Святая София»
- международная награда Мира (США)
- памятная медаль «Лучшие люди России»
- орден Королевы Виктории (Великобритания)
- медаль «За выдающийся вклад в отечественную культуру»
- орден им. А. С. Макаренко
- золотой знак «За созидание во благо России»
- орден К. Минина и Д. Пожарского
- медаль «Патриот России»
- почётный знак «Ректор года» (2009, 2013)

Почетные звания:
- «Заслуженный работник народного образования Республики Бурятия»
- «Отличник культуры Республики Саха (Якутия)»
- «Заслуженный работник культуры Республики Тыва»
- «Заслуженный работник культуры Российской Федерации»